# Hierochloe utriculata
Hierochloe utriculata är en gräsart som först beskrevs av Hipólito Ruiz López och Pav., och fick sitt nu gällande namn av Carl Sigismund Kunth. Hierochloe utriculata ingår i släktet Hierochloe och familjen gräs. Inga underarter finns listade i Catalogue of Life.